# Западна железничка станица Беч
Западна железничка станица у Бечу је једно од главних железничких чворишта Аустрије, и почетна станица западног железничког коридора за возове ка Салцбургу, Минхену, Цириху, односно ка Будимпешти и даље ка истоку. Осим интернационалних возова, станица опслужује и две линије метроа (U6 i U3) и једну линију брзе регионалне железнице (линија S50).

## Положај
Западна железничка станица се налази у 15. градском кварту уз једну од главних саобраћајних артерија града, тзв. Бечки појас. У правцу југа ка центру града води директно позната шопинг улица Мариахилферштрасе, односно линија метроа U3.

## Значај
Западна железничка станица  је једна од најпрометнијих станица у Бечу и некада је била један од неколико терминала за међународне возове у граду. Са отварањем Главне железничке станице 2015., све међуградске услуге Аустријских савезних железница пребачене су на ту станицу, иако приватни оператер WESTbahn одржава међуградску услугу од Брегенца и Минхена преко Салцбурга. Истовремено, повећана је фреквенција брзе регионалне услуге дуж Западне железнице.
Станица је такође полазна тачка за све регионалне железничке линије према западу Беча које су укључене у Источну регионалну саобраћајну управу и делом припадају бечком S-Bahn-у.
Како неки објекти станице више нису потребни након њеног деградирања, за очекивати је смањење величине станице, а већ се разматрају концепти коришћења вишка простора.

## Пригодни новчић
Западна железничка станица је 2008. изабрана као главни мотив за колекционарски новчић високе вредности: пригодни новчић Царице Елизабете Западне железнице. На реверсу је поглед на путничку салу прве Западне железничке станице. Стил ове зграде инспирисан је романтичарским историзмом. На десној страни новчића се види статуа царице Елизабете. Ова статуа данас стоји у горњем холу станице.